# Hermann Albert zu Lynar
Hermann Albert comte zu Lynar (né le 7 janvier 1827 à Lübbenau et mort le 14 novembre 1887 à Dresde) est un lieutenant général prussien et propriétaire du château de Vetschau (de) en Basse-Lusace.

## Biographie

### Origine
Il est issu de la famille noble zu Lynar, le deuxième fils d'Hermann Rochus zu Lynar (de), seigneur de Lübbenau (de) et de sa femme Mathilde, née comtesse von Voss.

### Carrière
Lynar se lance dans une carrière d'officier dans l'armée prussienne, au cours de laquelle il commande le 6e régiment de cuirassiers du 21 octobre 1869 au 23 juin 1871. Pendant la guerre contre la France, il est chargé de commander la 14e brigade de cavalerie. Décoré des deux classes de la croix de fer, Lynar devient, après la conclusion de la paix le 24 juin 1871, commandant du 2e régiment d'uhlans de la Garde. En cette même qualité, il est affecté au régiment des Gardes du Corps du 11 novembre 1871 au 14 mai 1875. Il est ensuite transféré aux officiers de l'armée en tant que colonel avec le grade et les émoluments de commandant de brigade, avant de recevoir le commandement de la 28e brigade de cavalerie à Karlsruhe.
Le comte Lynar est chevalier de Justice de l'Ordre de Saint-Jean.
En 1879, Lynar achète le château de Vetschau (de) avec 507 hectares de terrain, avec la ville et les villages associés pour 463 000 marks et fait effectuer d'importantes rénovations dans le domaine du château. Il écrit également une chronique de la ville de Vetschau. Après sa mort en 1887, la propriété passe à son frère aîné Hermann Maximilian zu Lynar (de), seigneur du domaine de Lübbenau.

### Famille
Lynar se marie le 10 juin 1869 avec Elisabeth von Bockelberg (1844-1922), fille de l'ambassadeur prussien Heinrich Friedrich Philipp von Bockelberg (de). Le mariage produit les enfants suivants:
- Maria Anna Elisabeth Margarethe (1871-1959)
- Heinrich Herrmann Albert Guerrino (1874-1961) marié avec Alice comtesse von Wedel (de) (1882–1974)
- Felix Guerrino Aribert (1876-1943) marié avec Martina comtesse de Solms-Sonnewalde (1883-1943)
- Mathilde Elisabeth Marie (1877-1949)
- Berthold (1882-1910)